# Labastide-Rouairoux
Labastide-Rouairoux is een gemeente in het Franse departement Tarn (regio Occitanie) en telt 1753 inwoners (1999). De plaats maakt deel uit van het arrondissement Castres.

## Geografie
De oppervlakte van Labastide-Rouairoux bedraagt 23,6 km², de bevolkingsdichtheid is 74,3 inwoners per km².
De onderstaande kaart toont de ligging van Labastide-Rouairoux met de belangrijkste infrastructuur en aangrenzende gemeenten.

## Demografie
Onderstaande figuur toont het verloop van het inwonertal (bron: INSEE-tellingen).